# Daytona Beach Shores
Daytona Beach Shores é uma cidade localizada no estado americano da Flórida, no condado de Volusia. Foi incorporada em 1960.

## Geografia
De acordo com o United States Census Bureau, a cidade tem uma área de 2,4 km², onde 2,3 km² estão cobertos por terra e 0,1 km² por água.

### Localidades na vizinhança
O diagrama seguinte representa as localidades num raio de 16 km ao redor de Daytona Beach Shores.

## Demografia
Segundo o censo nacional de 2010, a sua população é de 4 247 habitantes e sua densidade populacional é de 1 822 hab/km². É a localidade mais densamente povoada do condado de Volusia. Possui 5 963 residências, que resulta em uma densidade de 2 558,1 residências/km².